# Mary Jemison

Mary Jemison (1743 - 19 septembre 1833) est une femme américaine de la Frontier qui fut enlevée par des Amérindiens Sénécas alors qu'elle était enfant. Elle s'assimila à la culture amérindienne et choisit par la suite de rester chez les Sénécas plutôt que de retrouver le mode de vie des colons britanniques. Elle s'est particulièrement illustrée en négociant un traité de paix pour sa tribu.

## Biographie
Mary Jemison était la fille de Thomas et Jane Jemison et est née à bord du navire William and Mary en 1743. Ce navire faisait la traversée entre l'Irlande du Nord et l'Amérique. À leur arrivée en Amérique, on les emmena à l'ouest de Philadelphie en Pennsylvanie, qui était à l'époque la frontière de l'Ouest. Les Jemisons établirent leur maison dans le territoire contrôlé par les Iroquois.
Pendant ce temps, la guerre de la Conquête faisait rage. Un jour de 1755, un groupe de six Amérindiens et de quatre Français capturèrent Mary et sa famille. En route pour Fort Duquesne (l'actuelle Pittsburgh), la mère et le père de Mary furent tués. Quand ils arrivèrent à destination, des Amérindiens Sénécas enlevèrent Mary et l'adoptèrent.
Plus tard, elle se maria avec un Amérindien Delaware nommé Sheninjee. 
Ils eurent un fils qu'ils nommèrent Thomas, comme le père de Mary. 
Sheninjee prit sa femme et son fils pour faire une grande marche jusqu'à la vallée de Sehgahunda (l'actuel État de New-York), le long de la rivière Genesee. Cependant, Sheninjee n'arriva pas à destination car il mourut de maladie.
Mary Jemison s'installa dans l'ancien clan de Sheninjee et ils établirent leur camp dans l'actuelle New-York. Plus tard elle se remaria avec un Sénéca nommé Hiakatoo et eut six enfants avec lui. Mary Jemison a passé le reste de sa vie avec les Sénécas. Elle était alors connue comme étant la femme blanche de la Genesee. Elle mourut le 19 septembre 1833 à 90 ans.

## Rôle politique
Durant la Révolution américaine, les Sénécas étaient les alliés des Britanniques. Ils aidèrent Joseph Brant et les guerriers Iroquois qui se battaient contre les colons. Après la guerre, Mary Jemison se porta volontaire pour négocier des droits pour sa tribu. Elle obtint un traité de paix : « le traité du gros arbre » en 1797.

## Hommages artistiques
À la fin de sa vie, elle raconta son histoire au ministre anglais James E. Seaver qui la publia sous forme de récit narratif : Narrative of the Life of Mrs. Mary Jemison.
Maintenant, Mary Jemison a une statue de bronze créée en 1910 par Henry Kirke Bush-Brown à New York en son honneur.

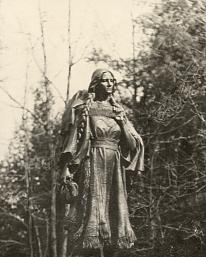
Statue de Henry Kirke Bush-Brown (en) représentant Mary  Jemison
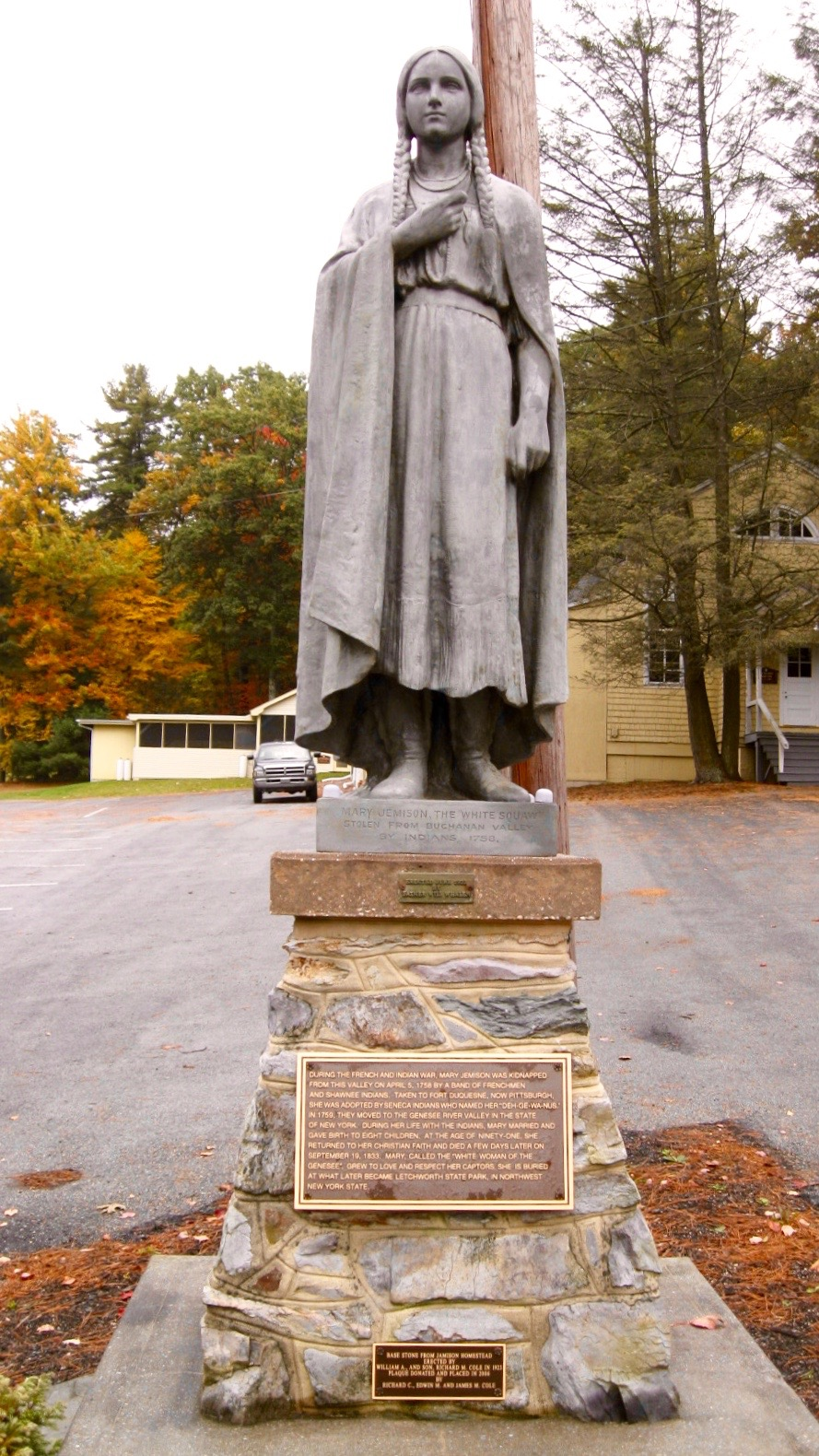
Statue représentant Mary Jemison dans le comté d'Adams (Pennsylvanie)